# Exostema bicolor
Exostema bicolor är en måreväxtart som beskrevs av Eduard Friedrich Poeppig. Exostema bicolor ingår i släktet Exostema och familjen måreväxter.
Artens utbredningsområde är Peru. Inga underarter finns listade i Catalogue of Life.